# Il capitano cow-boy del Cutty Sark
Il capitano cow-boy del Cutty Sark è una storia del cartoonist americano Don Rosa. Pubblicata nel 1998, successivamente alla conclusione della Saga di Paperon de' Paperoni, cronologicamente si pone fra il terzo e il quarto capitolo della saga di Rosa.

## Storia editoriale
La storia - 24 tavole a colori - venne pubblicata per la prima volta nel dicembre 1998 contemporaneamente negli Stati Uniti d'America sul n. 318 di Uncle Scrooge, in Danimarca sui numeri 52 e 53 della testata Anders And & Co., in Svezia su Kalle Anka & C:o, in Norvegia su Donald Duck & Co.
La prima pubblicazione in Italia fu nel 1999 sul n. 122 del mensile Zio Paperone.

## Trama
La storia è in realtà un flashback; Paperone è sempre un mandriano nel ranch di Murdo Mackenzie, però si imbarca sul Cutty Sark (noto veliero in funzione in quei tempi) per Giava, isola Indonesiana, a vendere dei tori lunghecorna. Ai tori sono interessati due sultani; quello di Djokja e quello di Solo. Per dimostrare le doti di corridori dei suoi tori ai sultani, Paperone si fa allestire una pista attorno al Grande Parco di Batavia e si lancia al galoppo a cavallo dei suoi tori; tuttavia, l'infido assistente del sultano di Solo posiziona un palo di legno lungo il tragitto, contro il quale Paperone si schianta rovinosamente, perdendo i sensi.
Paperone riprende i sensi il giorno successivo, e scopre con sgomento di trovarsi nel folto della giungla. Spaventato dalle belve lì presenti, il giovane papero esce dalla foresta pluviale slanciandosi con le liane, come un novello Tarzan. Attratto poi dal fumo che si disperde dalla cima di un colle, Paperone vi si reca e rimane sbalordito nel trovarsi di fronte Cacciavite Pitagorico, fuochista del vecchio battello a vapore (il Ciccio Dollaro) di suo zio Angus e nonno di Archimede. Cacciavite sta mettendo a punto un esperimento per mettere in moto un veicolo tramite l'energia geotermica derivata dai vulcani di Giava. Paperone, che ha fretta di raggiungere Batavia per recuperare i suoi tori, acconsente a usare quello strano veicolo senza cavalli, che sfreccerà velocissimo lungo il fianco della collina, attraverso la foresta e infine a Batavia, trascinando con sé buona parte della fauna locale. L'automobile, così la battezza Cacciavite, conclude la sua folle corsa proprio all'interno del Cutty Sark. Impossibile non citare una gag di queste pagine, nel corso della quale un coccodrillo si mangia prima una scimmia, e poi addirittura un membro dell'equipaggio!
Paperone viene a sapere dal capitano Moore che il sultano di Solo si sta allontanando da Batavia su un battello a vapore. Il papero convince allora il capitano a gettarsi all'inseguimento del battello. Nel corso della traversata si continuano a sentire dei botti, che gli equipaggi di entrambi i battelli scambiano per colpi di cannone dell'imbarcazione nemica. Tuttavia, poco dopo, una strana luce attira l'attenzione dei protagonisti: è il 27 agosto del 1883, e l'isola di Krakatoa esplode a causa di un'eruzione vulcanica pliniana sotterranea, come ci informa Cacciavite stesso nella stupefacente quadrupla in apertura della quindicesima tavola, nella quale viene mostrata l'esplosione. Il veliero si trova ad affrontare, in sequenza, l'immane boato causato dall'esplosione, la nube ardente del vulcano, l'altissimo tsunami derivato da essa e una pioggia di lapilli e pomici.
Senza le vele, bruciate dalla nube ardente, il Cutty Sark non può proseguire; Paperone allora sella la sua cavalla Ortensia e si lancia all'inseguimento del battello a vapore, galoppando fra una pomice galleggiante e lo stupore generale. Non appena si imbarca nel battello a vapore, una pomice grande quanto un edificio precipita su di esso e lo spezza a metà. Paperone riesce però a guidare il battello sulla verticale della pomice, inabissatasi, e a salvarlo dall'affondamento grazie al ritorno a galla di questa, che lo solleva su di sé.
Il giovane Papero fa aggiustare il battello da Cacciavite, e dopo due giorni torna a Batavia. Il sultano di Djokja compra i tori di Paperone pagandoli dieci volte l'offerta iniziale. Peccato però che egli non potrà mai godere di quella ricchezza, in quanto gli verranno imposte le prime contravvenzioni al mondo, per "eccesso di velocità, guida pericolosa, mancata segnalazione, mancanza di patente"!

## Riferimenti Storici
In questa storia appaiono evidenti alcuni riferimenti a fatti e cose realmente accaduti: il Cutty Sark è un veliero (clipper) realmente esistito (e l'ultimo tuttora esistente), Giava è una reale isola, quanto è altrettanto vero che il 27 agosto del 1883 il vulcano Krakatoa eruttò provocando il suono più potente udito al mondo.

## D.U.C.K.
Il D.U.C.K. in questa storia è presente nella prima tavola, prima vignetta, ed è ottenuta dalle rivettature, nella parte laterale visibile, del baule di Paperone.